# Fusillade du Champ-de-Mars
La fusillade du Champ-de-Mars est un évènement de la Révolution française, survenu le dimanche 17 juillet 1791.
Après l’arrestation du roi à Varennes, l’Assemblée constituante suspend Louis XVI, puis le rétablit dans ses prérogatives. Mais la question du sort du roi et du droit constitutionnel reste entière : l'idée d'une régence du duc d'Orléans est évoquée, mais ne fait pas l'unanimité. Des pétitions organisées par le club des cordeliers circulent pour exiger la déchéance du roi et la proclamation d'une république. Refusant toute participation populaire directe au processus de décision politique, les Constituants et la Commune de Paris font tirer par la garde nationale sur des milliers de pétitionnaires rassemblés sur le Champ-de-Mars, provoquant plusieurs dizaines de morts.

## Montée des tensions (21 juin-16 juillet)
Après le cortège des femmes de Paris à Versailles les 5 et 6 octobre 1789 et le retour contraint du roi dans la capitale, le vote de la loi martiale en octobre 1789 interdit les regroupements de plus de vingt personnes, et permet leur dispersion par la force armée. L’Assemblée constituante adopte le projet de l'abbé Sieyès de suffrage censitaire qui restreint le nombre d'électeurs aux citoyens actifs obligés d'avoir un revenu important et un brevet de patriotisme décerné par les comités révolutionnaires et de citoyens éligibles. Enfin le droit de pétition est sérieusement limité en juin 1791,, malgré la vigoureuse opposition des clubs.
Après la fuite du roi des 20 et 21 juin 1791, l’opinion publique présente désormais Louis XVI « comme un traître », un parjure, un déserteur et l'accuse de collusion avec l’étranger. Le mot « roi » est effacé des drapeaux de certaines gardes nationales de la région parisienne et de l’autel de la patrie situé sur le Champ-de-Mars, les symboles de la monarchie sont effacés, détruits, enlevés. De son côté, la Constituante, elle, tente d'excuser cette fuite en la présentant comme un « enlèvement » afin de sauver son projet de monarchie constitutionnelle,,,,. Dans ce contexte tendu, le mot même de « république » devient interdit dans les débats à l’Assemblée. 
Une partie de la gauche, Robespierre en tête, demande le procès du roi, mais les Jacobins sont minoritaires à l’Assemblée et celle-ci décide finalement de suspendre les pouvoirs du roi jusqu’à ce qu’il accepte la Constitution. L’idée de l’abolition de la monarchie et de l’instauration d'une république apparaît à ce moment-là, mais hors de l’assemblée,. Parallèlement, l’idée surgit qu’en démocratie réelle, la loi ne peut s’imposer qu’après un contrôle de la constitutionnalité des lois et son acceptation populaire, d’où la campagne de pétitions de juillet. Le 12 juillet 1791, le club des cordeliers publie un Appel à la Nation rédigé par Chaumette, qui appelle à la création d’un gouvernement nouveau. Cet appel est relayé par les sociétés populaires. La plus importante d’entre elles, le club des jacobins, qui dispose de centaines de clubs affiliés en province, fait une proclamation allant dans ce sens, voire évoquant une nouvelle insurrection. La presse de gauche est plus radicale dans ses termes, et fustige les modérés et les députés qui refusent le procès du roi. Une pétition est portée à l’Assemblée, qui la reçoit tout en se préparant à résister : de nombreuses arrestations de manifestants ont lieu, les gardes aux abords de l’Assemblée sont renforcées,.
Le 15 juillet 1791, les Cordeliers, de tendance radicale populaire, se rassemblent au Champ-de-Mars avec 3 à 4 000 personnes. Ils rédigent sur l’autel de la patrie une pétition contre les projets de décrets qui redonnaient au roi tous ses droits : la pétition, sans formellement exiger la fin de la monarchie, menace l’Assemblée d’une nouvelle insurrection et propose « de ne jamais reconnaître Louis XVI pour roi ». La pétition est portée à l’Assemblée par six commissaires soutenus par une manifestation : celle-ci est dispersée par la cavalerie, des manifestants arrêtés ainsi qu’un des commissaires. Quand les commissaires arrivent à l’Assemblée, les décrets viennent d’être votés. Les quelques milliers de manifestants se retirent alors et rejoignent au Palais-Royal l’assemblée des Jacobins pour rendre compte de leur démarche.
Les Jacobins, de leur côté, ont déjà voté une proposition de Laclos pour rédiger, sur le Champ-de-Mars, une pétition qui serait envoyée dans les départements pour s’opposer au rétablissement de Louis XVI dans ses droits constitutionnels. Cinq commissaires sont nommés pour la rédaction : Lanthenas, Sergent, Danton, Ducancel et Brissot. Robespierre s’oppose à la pétition, bien qu’il la reconnaisse comme légitime, craignant qu’elle soit le prétexte d’une nouvelle répression. Tournon fait lui aussi part de son opposition. 
Le 16 juillet, les Cordeliers se rendent en cortège derrière leur bannière La liberté ou la mort au Champ-de-Mars pour signer la pétition des Jacobins : malgré quelques discussions sur certains termes de la pétition,, ils appellent le soir du 16 à se rassembler le matin du 17 sur les ruines de la Bastille pour aller la signer en cortège pacifique. Tenant compte du contexte tendu, les Jacobins adoptent une approche légaliste, les appels à la manifestation restant dans des termes mesurés, pacifiques (on demande de ne prendre ni bâton, ni couteau, par exemple),,. Le lieu choisi est également particulièrement symbolique : il est le « lieu du politique par excellence depuis la fête de la Fédération du 14 juillet 1790 », fête qui a consacré la réconciliation de toute la nation après les violences de 1789, nation rassemblée autour du projet contenu dans la Déclaration des droits de l'homme. C’est aussi un lieu de promenade du dimanche particulièrement populaire (le 17 juillet 1791 est un dimanche,).
L’Assemblée vote le soir du 16 un décret mettant hors de cause le roi dans la fuite du 20 : légalement, l’affaire de Varennes est close et le roi est rétabli dans ses fonctions. L’Assemblée prévoit d’empêcher le mouvement populaire du lendemain, et de fermer les accès à la place de la Bastille.

## La journée du 17 juillet

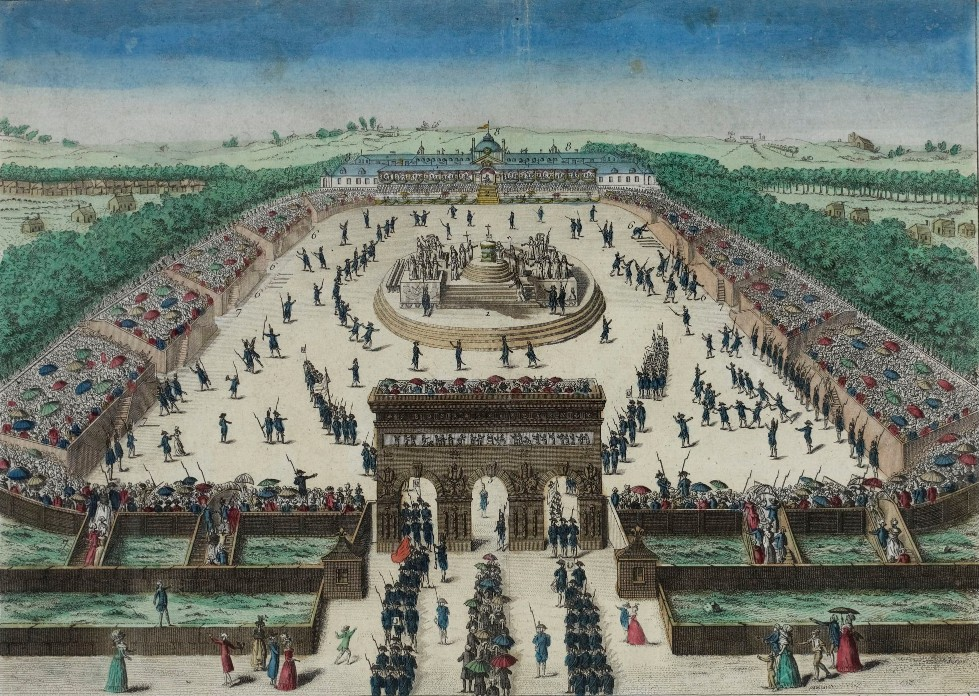
Le Champ-de-Mars tel qu’aménagé pour la Fête de la Fédération, un an avant la fusillade,
musée de la Révolution française.

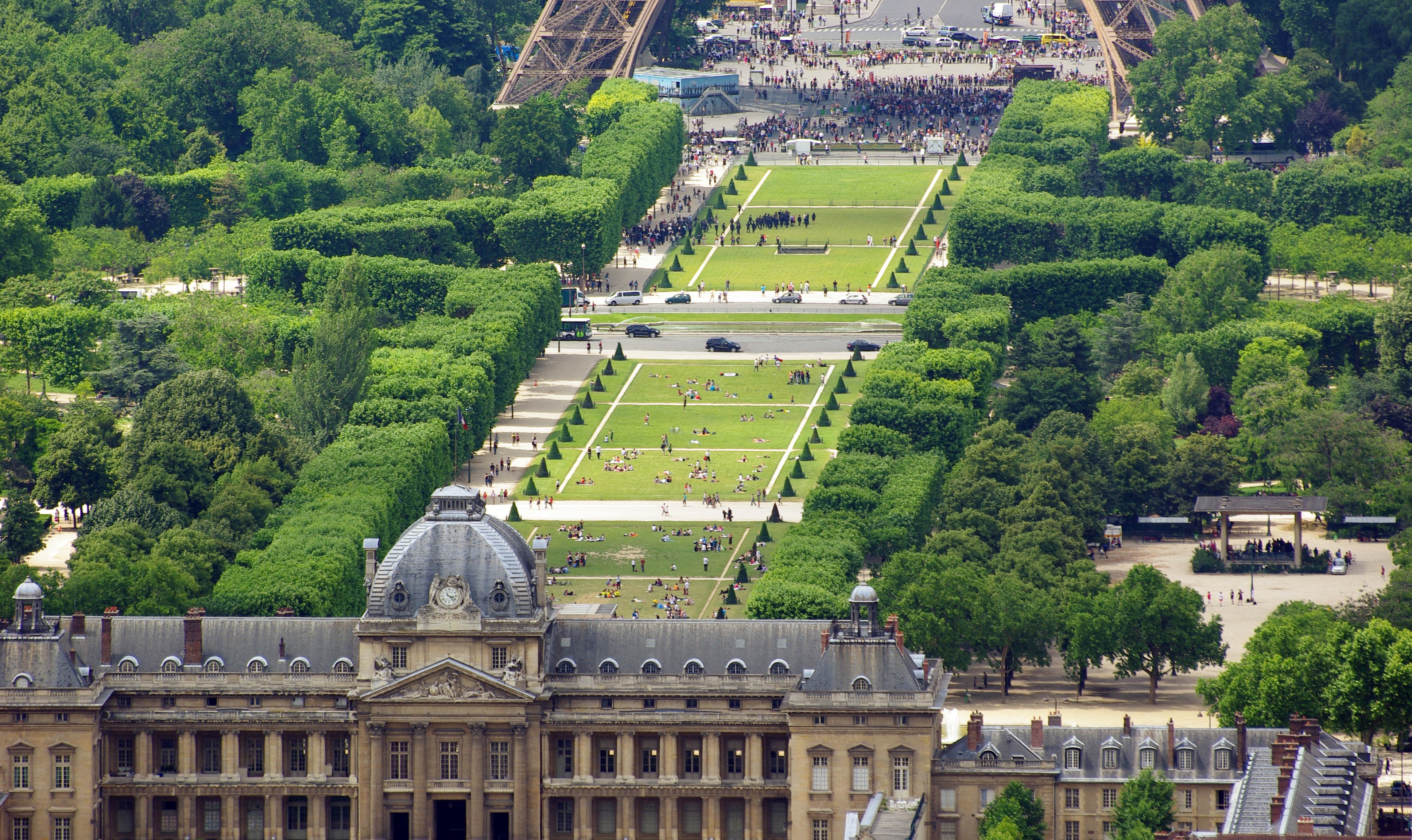
Le Champ-de-Mars actuellement, avec l’École militaire au premier plan (la Tour Eiffel n’existait pas). La Garde nationale et Bailly arrivèrent de la droite.

Le matin, la Commune de Paris a interdit tout rassemblement. Pour faire appliquer sa décision, elle ordonne à La Fayette de proclamer la loi martiale en déployant le drapeau rouge et à la garde nationale de disperser toute manifestation. En fin de matinée, Lameth, président de l’Assemblée, conseille à Danton, Desmoulins et Fréron de s’éloigner de Paris : ils partent à la campagne pour la journée. De son côté, Robespierre se rend aux Jacobins pour faire annuler le projet de pétition : le club la fait retirer, craignant lui aussi une répression sanglante, et annonce qu'il retire son soutien à la pétition, devenue inutile depuis le vote du décret du 16. Cependant, la décision arrive trop tard. Les manifestants se rendent au lieu de rendez-vous annoncé, et trouvant la place de la Bastille fermée, se rendent au Champ-de-Mars. Dans la matinée, la foule débusque deux hommes cachés sous l’autel de la patrie, les transfère au comité du quartier du Gros-Caillou, où ils finissent lynchés,.

Les pétitionnaires se rassemblent cependant : de 300 vers 11 heures, ils sont plusieurs milliers en fin d’après-midi et jusqu’à 20 000. Entre onze heures et midi, des élus sont commis par la municipalité pour enquêter sur les meurtres du Gros-Caillou : ils constatent le calme de la foule rassemblée au Champ-de-Mars. Comme à midi des délégués des Jacobins annoncent que la pétition est retirée, des Cordeliers proposent d’en rédiger une nouvelle. Quatre commissaires sont nommés : François Robert, Peyre, Vachard et Demoy. La participation de Louise de Keralio-Robert est souvent évoquée, à la suite de Michelet. Toutefois, si sa présence n'est pas tenue pour avérée, son mari François Robert, député à la Convention, évoque ce fait dans son discours du 15 janvier 1793 appelant à la condamnation à mort de Louis XVI devant l'assemblée élue : 

« Représentants ! Je ne vous en impose pas, cette pétition est écrite de ma main, j'en ai tracé les sacrés caractères sur l'autel même de la patrie : d'ailleurs la voilà, elle est teinte de mon sang, de celui de ma femme, de mon enfant unique, de celui de plusieurs milliers de mes concitoyens. »

 La nouvelle pétition, qui appelle à une nouvelle constitution, n’utilise pas le mot de « république ». Celui-ci apparaît néanmoins en creux. Elle est immédiatement signée par 6 000 personnes,,, dont Robespierre, Chaumette, Momoro, Meusnier, Hébert, Hanriot, Santerre, David, Chrétien, etc.. Cette revendication, faite sur l’autel de la patrie, a lieu au milieu des danses dans une ambiance de fête pacifique encensée par Marat.
Mais alors même que la signature de la pétition se déroule pacifiquement, l’Assemblée constituante invite la municipalité de Paris à rétablir l’ordre par tous les moyens. Le seul désordre signalé n'est encore que les deux meurtres du Gros-Caillou.

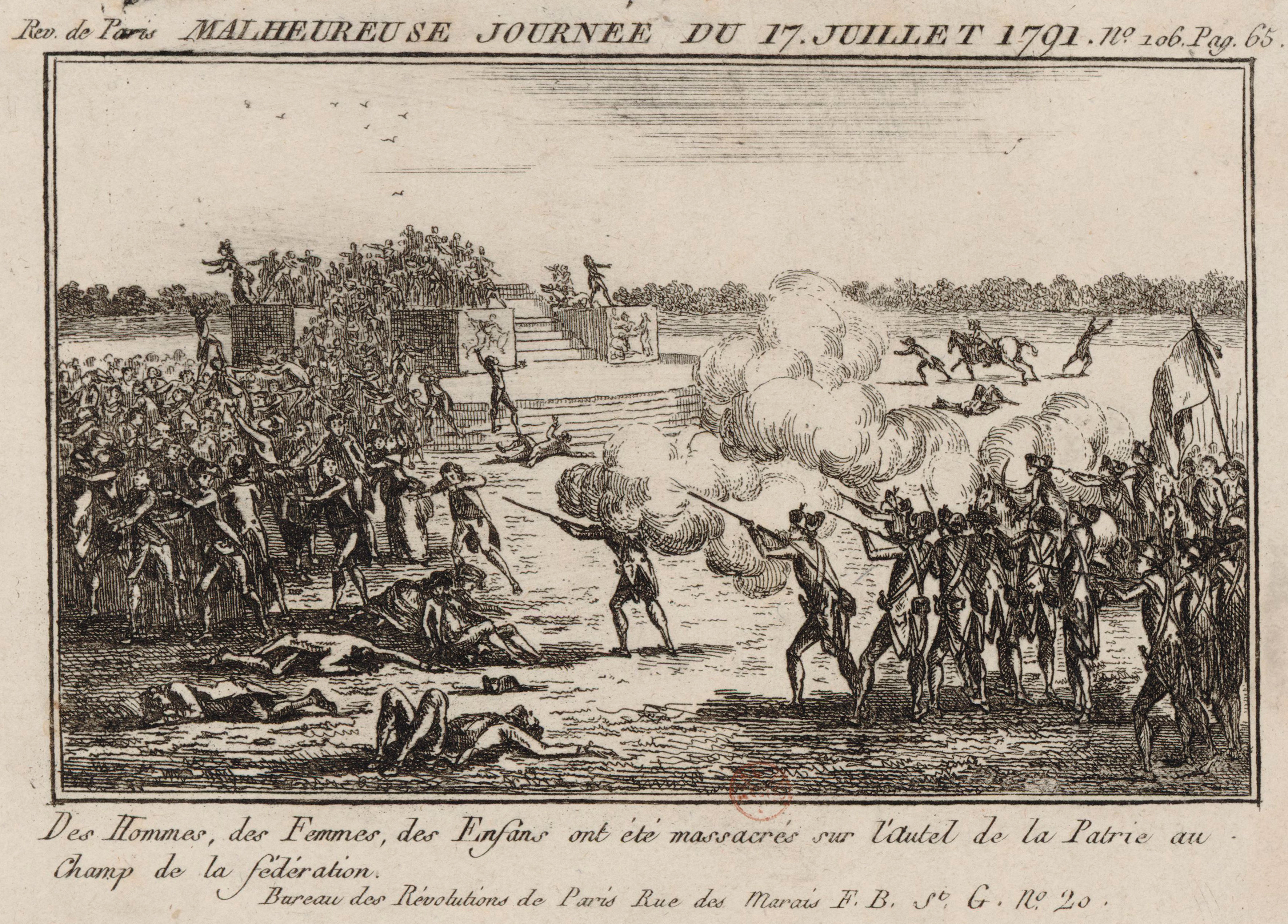
Malheureuse journée du 17 juillet 1791 : des hommes, des femmes, des enfants ont été massacrés sur l'autel de la patrie au Champ de la Fédération,
estampe anonyme, Bureau des Révolutions de Paris, 1791,
Paris, BnF, département des estampes et de la photographie.

Vers 15 heures, deux cavaliers de la garde nationale sont la cible de jets de pierre par des individus participant au rassemblement,. La tension monte entre la foule et la garde nationale qui se rapproche du Champ-de-Mars, avec des canons, sur ordre de La Fayette. Les commissaires enquêteurs de la municipalité sont invités par les Cordeliers à constater le calme des pétitionnaires, ce qu'ils font en écoutant la pétition et en discutant avec les manifestants. Par mesure de conciliation et afin d’afficher leur respect de la loi, les organisateurs de la manifestation annoncent que les participants devront se disperser à la première sommation.
Les commissaires enquêteurs acceptent d’accompagner les délégués porteurs de la pétition à l’hôtel de ville, mais arrivent un instant après que le conseil municipal a décidé la proclamation de la loi martiale, à la suite des lynchages du matin et aux incidents de l’après-midi,. Alors que les commissaires enquêteurs décident de rédiger sur le champ un rapport attestant du calme régnant au Champ-de-Mars, le conseil municipal envoie Bailly disperser les pétitionnaires du Champ-de-Mars. Il quitte l’hôtel de ville à 18 h 30 avec un fort détachement de gardes nationaux, drapeau rouge en tête, et arrive aux abords du Champ-de-Mars une heure plus tard. Celui-ci était entouré de talus depuis la fête de la Fédération de 1790, et formait donc une arène fermée.
Le chemin suivi par la garde nationale et la délégation de la municipalité passe devant le comité de quartier du Gros-Caillou. Bailly et les gardes nationaux entrent sur le Champ-de-Mars, précédés par les tambours de la garde nationale jouant le pas de charge, sans que les sommations légales, commandant à la manifestation de se disperser, soient prononcées,,,. Un coup de feu est tiré, d’origine discutée. La garde nationale ouvre un feu nourri, la foule proche du talus par où est entrée la garde nationale fuit à la fois vers la Seine où l’attend la cavalerie, et vers l’École militaire, mais un deuxième détachement de la garde nationale entre de ce côté.
La garde nationale compte neuf blessés, dont deux meurent les jours suivants. Du côté des manifestants, aucun bilan officiel n’est dressé. Les estimations faites sur le coup varient de 10 morts dans la presse fayettiste , 12 selon Bailly, à un maximum de 400 selon Marat. Les estimations les plus nombreuses sont d’environ 50 morts,,.

## Répression et amnistie
Le soir même, le club des Cordeliers est fermé et des canons sont postés devant son entrée,,. La garde nationale reçoit les félicitations de l’Assemblée et de la municipalité de Paris pour son comportement lors de cette journée.
Le lendemain, Bailly s’explique devant l’Assemblée : il raconte les événements, et explique qu’il lui a été impossible de faire les sommations. Il reçoit les félicitations du président du jour, Charles de Lameth. L’Assemblée constituante et la municipalité lancent des arrestations parmi les manifestants qu’elle veut rendre responsables, votant une loi permettant de les poursuivre rétroactivement,,. La presse est aussi visée : Hébert est arrêté le 19 avec son imprimeur et les vendeurs de son journal, les personnes collaborant à l’Ami du peuple (auteurs et imprimeurs) sont recherchées et arrêtées à partir du 20 ainsi que d’autres journaux,. Des poursuites sont engagées contre les figures principales des Cordeliers et des Jacobins avant que l’amnistie générale soit votée par l’Assemblée constituante sur proposition du roi. Le 14 septembre 1791, une même loi amnistie le roi, les pétitionnaires et les auteurs de la répression. La centaine de démocrates encore prisonniers est libérée.
Pour faciliter la répression du mouvement populaire, l’Assemblée redéfinit le protocole de déclenchement de la loi martiale par la loi du 27 juillet, y intégrant de plus tous les renforcements successifs intervenus dans les règlements de mobilisation des forces de maintien de l’ordre pour les simplifier (dont notamment en réduisant le nombre de sommations). La loi martiale est finalement abrogée un an plus tard, par la Convention.
Les deux grands perdants politiques sont La Fayette et le maire de Paris, Bailly. La popularité de La Fayette souffre énormément de cet événement. Le 8 octobre 1791, il démissionne de son commandement avant de se retirer sur ses terres. Bailly est lui aussi rendu responsable par les sans-culottes parisiens, qui ne lui ont jamais pardonné cette fusillade, considérée comme un crime contre le peuple. Jugé, il est guillotiné le 12 novembre 1793. À l’origine, il devait être guillotiné au centre de l’esplanade du Champ-de-Mars avant que le caractère sacré de l’endroit ne soit invoqué pour y interdire le déroulement de l’exécution.

## Conséquences: une fracture politique
L’événement est qualifié de « Saint-Barthélemy des patriotes », patriote étant pris dans le sens de personne favorable à la Révolution ; il laisse des traces durables dans la gauche populaire et son souvenir est fréquemment invoqué par les sans-culottes, groupe militant qui apparaît peu après cet événement.
Dans l’immédiat, la fusillade provoque une scission dans la classe politique française. Après la coupure entre le roi et la Révolution révélée par Varennes, une nouvelle déchirure a lieu au sein du tiers état, entre la bourgeoisie (dont la garde nationale est considérée, à raison, comme la représentante : en effet l'équipement, très onéreux, n'était pas fourni ; de plus le nom de la garde nationale fut d'abord milice bourgeoise, puis garde bourgeoise, et enfin dans un troisième temps garde nationale), et le mouvement populaire, clubs révolutionnaires compris,,. Il entérine la séparation entre un groupe de révolutionnaires favorables à un gouvernement représentatif qui tient le peuple éloigné des affaires publiques (Sieyès) et les républicains ou démocrates, qui envisagent le risque de contradiction entre la volonté populaire et les représentants du peuple, ceux-ci pouvant exercer une nouvelle tyrannie (comme Condorcet, suivi par les radicaux). Des mesures comme le droit de veto accordé au roi, la loi martiale ou le suffrage censitaire, apparaissent comme attentatoires aux principes de 1789, ce qui est explosif au moment où l’opinion publique naît et est reconnue,. Une grande tension survient entre le principe monarchique et le principe démocratique, où le premier apparaît dans ce contexte dévalué, au moment même où le terme de monarchie constitutionnelle apparaît. Selon Condorcet, « la force que l’existence d’un roi donnerait au pouvoir exécutif ne serait […] que honteuse et nuisible, elle ne pourrait être que celle de la corruption ».
La fracture idéologique se retrouve dans les institutions intermédiaires : le club des Jacobins se scinde en deux, la plupart des députés le quittant pour les Feuillants. Les seuls députés à rester au club sont Robespierre, Pétion, Anthoine et Coroller,. Cette scission se reproduit, parfois après un délai, en province (comme au Havre où les Amis de la Constitution ne choisit de rester jacobin que le 16 août). Dans d’autres sociétés populaires, comme à Nîmes, c’est l’aile feuillantine qui domine, mais la majorité des sociétés populaires suivent les Jacobins.
Ces retournements ou radicalisations collectives, se retrouvent également dans l’évolution d’orientations individuelles : ainsi celle de Sophie de Condorcet, qui milite pour la république après la fusillade. Pour Jacques-René Hébert, l’auteur du Père Duchesne, l’épisode de la fuite du roi et de la fusillade du Champ-de-Mars est aussi cause de radicalisation, dans le langage et dans les idées politiques, même s’il se calme en septembre et devient plus conciliant. L’école de François Furet et Denis Richet situe d’ailleurs, dans l’été 1791, la césure principale de la Révolution française (rejetant la prise du palais des Tuileries, et donc la chute du roi, au second plan). Ces historiens y voient la conséquence d’une série de facteurs (inflation, schisme de l’Église, popularité croissante des idées démocratiques) dominée par la trahison du roi.
Lors du procès de Louis XVI, l'un des chefs d'accusation est la responsabilité du roi dans le déclenchement de la fusillade, ce qui est inexact : la répression est ordonnée par la faction libérale des révolutionnaires, dont le marquis de La Fayette, très opposée à toute forme de démocratie populaire. Le roi s'est d'ailleurs lui-même offusqué de cette accusation qui visait vraisemblablement à justifier la peine qui allait lui être infligée.[réf. souhaitée]

## Lectures de l’événement
La fusillade du Champ-de-Mars donne lieu à des interprétations diverses selon les historiens.
L'historienne Sophie Wahnich retrace une généalogie du déchaînement populaire qui survient un an plus tard : la fuite du roi signe sa trahison par la rupture de son serment, le massacre du Champ-de-Mars, la répression envers les manifestants double la violence de la répression d’une violence judiciaire, enfin la violence de l’amnistie décidée en septembre 1791. Selon elle, cette accumulation de violences subies « épuisant la longue patience du peuple » le pousse à l’insurrection. Elle rend les classes dirigeantes responsables de la révolution de l’été 1792 et de ses férocités, par leur choix de « rendre caduque [sic] l’art pacifié de la pétition et de la manifestation désarmée ».
Le massacre garde une force symbolique importante pour l’extrême-gauche française, encore au début du XXIe siècle. Le Parti de gauche livre ainsi une analyse de l’événement, sur son site internet. Trotsky, lors de l'analyse de l'insurrection de juillet 1917 à Petrograd, y voit une analogie avec le 17 juillet 1791 et ses péripéties.

« La bourgeoisie royaliste espérait au moyen d'un bain de sang en temps opportun en finir pour toujours avec le parti de la révolution. Les républicains ne se sentant pas assez forts pour remporter la victoire esquivèrent le combat, ce qui est tout à fait raisonnable. Ils se hâtèrent même de se désolidariser des pétitionnaires, ce qui était une indignité et une erreur. (...) Mais la provocation royaliste néanmoins ne réussit pas : la répression du Champ de Mars n'empêcha pas le mouvement républicain de parvenir à la victoire. »

— Léon Trotski, Histoire de la Révolution russe.
À plus long terme, son déroulement, avec point de rendez-vous sur une place symbolique, cortège vers un autre point symbolique et signature d’une pétition, organisation par des groupes politiques structurés et reconnus qui défilent groupés derrière leurs bannières, préfigure les manifestations modernes.

## Thème artistique
Un dessin de Prieur le Jeune, intitulé Publication de la loi martiale au Champ de Mars : le 17 juillet 1791, a été gravé par Krüger et diffusé à large échelle. Il figure dans les Tableaux de la Révolution française et signale l’engagement révolutionnaire de cet artiste.
Le massacre a également été dessiné par Louis Lafitte, sous le titre Fusillade sur l’autel de la Fédération au Champ de Mars, ainsi qu’en gravure anonyme.